# Timbaland
Timbaland, artiestennaam van Timothy Zachery Mosley (Norfolk, 10 maart 1972), is een Amerikaanse muzikant. Hij verkreeg bekendheid als succesvol muziekproducent van r&b, hiphop- en popmuziek. Hij behoorde van 1995 tot 2023 tot het rapduo Timbaland & Magoo.
Timbaland heeft ook solo een aantal hits op zijn naam staan, voornamelijk in samenwerking met andere grote artiesten.

## Levensloop

### Begin van carrière
Timbaland is geboren en opgegroeid in Norfolk, Virginia waar hij in de undergroundscene bekend werd als DJ Timmy Tim. Op een Casio-keyboard maakte Timbaland zijn beats. Dit bleek niet onopgemerkt door Missy Elliott, die onder de indruk was van het ritmegevoel van Timbaland. Samen met Missy Elliotts groep "Sista" ging Timbaland muziek maken onder de naam "Da Bassment". Deze crew zong onder andere met Ginuwine en Playa. In deze periode kwam Timbaland ook in aanraking met Magoo en Pharrell Williams. De eerste mainstreamhit van Timbaland kwam in 1996 met een remix van het nummer Steelo (van r&b-groep 702).
Het eerste album wat Timbaland volledig produceerde was Ginuwine... the Bachelor van Ginuwine. Dit album werd een groot succes, mede door het nummer Pony waar zijn stijl goed te merken is. De beats in dit nummer zouden zijn handelsmerk worden. Opvallend is de zware bas, die op dat moment uniek was voor hiphop. Na Ginuwine... the Bachelor ging Timbaland samen met Missy Elliott werken aan het nieuwe album van Aaliyah One in a Million. Dit album werd een commercieel succes en betekende de doorbraak van zowel Aaliyah als Missy Elliott en Timbaland.
Hierna ging het snel met Timbaland. Hij produceerde twee albums voor Missy Elliott (Supa Dupa Fly en Da Real World), het tweede album voor Ginuwine en ook nog twee eigen albums met rapper Magoo. De meeste teksten van Timbaland werden geschreven door Missy Elliott, Magoo of Timbland's broertje Garland (bijnaam Sebastian). Bekende hitsingles waren onder andere Big Pimpin' van Jay-Z, Get Ur Freak On van Missy Elliott en Rollout (My Business) van Ludacris.
Het derde album van Timbaland & Magoo, Indecent Proposal, bevatte artiesten zoals Aaliyah, Beck en Petey Pablo. Het eerste plan was om het album in november 2001 uit te brengen, maar dat werd uiteindelijk een heel jaar later. Timbaland was ook nog te geschokt door de dood van Aaliyah (na een vliegtuigongeluk) wat resulteerde in een weinig vruchtbaar jaar voor Timbaland.

### Rentree (2002-2005)
In 2002 pakt Timbaland het werk weer op met singles voor Lil' Kim, Justin Timberlake (Cry Me a River), met een rol voor Timbaland in de videoclip) en het vierde en vijfde album van Missy Elliott. In 2003 brengt Timbaland het nieuwe album van Bubba Sparxxx Deliverance uit. Ook eigen werk komt het album Under Construction, Part II. Dit album bevat de hitsingle ´´Cop That Shit´´.

### Grootste successen (2006-2009)
In 2006 produceert Timbaland het derde album van Nelly Furtado. Het album Loose heeft een grote hiphopinvloed in vergelijking met haar eerdere albums en ook werkte Timbaland mee aan FutureSex/LoveSounds van Justin Timberlake (geproduceerd door Rick Rubin). Deze albums zorgden voor vele nummer 1-hits over de hele wereld, waaronder Promiscuous, Say It Right en SexyBack. In 2007 is Timbaland voornamelijk bezig met een aantal nummers voor de nieuwe albums van Duran Duran en Madonna.
Timbalands tweede album Timbaland Presents Shock Value werd in maart 2007 uitgebracht. Zijn doel met dit album was het overheersen van hitlijsten in de gehele wereld. De meeste singles haalden de top 5 van de lijsten wereldwijd, waaronder Give It to Me, The Way I Are en Apologize. Met het laatste pakte hij de toppositie in de Nederlandse Top 40. Hierna werkte hij als (uitvoerend) producent aan het debuutalbum van Keri Hilson, de zangeres die meezong op zijn The Way I Are. Samen met haar bracht hij Return the Favor uit. De opvolger van Shock Value is uitgekomen in 2009, Shock Value II.

### Carrière (2016-heden)
In 2016 voegde Timbaland zich bij het team van Strong by Zumba en heeft hij voor deze populaire HITT les geproduceerd.

## Discografie

### Albums
| Album met eventuele hitnotering(en) in de Nederlandse Album Top 100 | Datum van verschijnen | Datum van binnenkomst | Hoogste positie | Aantal weken | Opmerkingen |
| ------------------------------------------------------------------- | --------------------- | --------------------- | --------------- | ------------ | ----------- |
| Tim's bio: Life from da bassment                                    | 1998                  | 27-02-1999            | 82              | 3            |             |
| Timbaland presents shock value                                      | 2007                  | 07-04-2007            | 9               | 59           |             |
| Timbaland presents shock value II                                   | 04-12-2009            | 12-12-2009            | 37              | 22           |             |

| Album met hitnotering(en) in de Vlaamse Ultratop 200 albums | Datum van verschijnen | Datum van binnenkomst | Hoogste positie | Aantal weken | Opmerkingen |
| ----------------------------------------------------------- | --------------------- | --------------------- | --------------- | ------------ | ----------- |
| Timbaland presents shock value                              | 2007                  | 14-04-2007            | 9               | 57           |             |
| Timbaland presents shock value II                           | 2009                  | 12-12-2009            | 49              | 19           |             |

### Singles
| Single met eventuele hitnotering(en) in de Nederlandse Top 40 | Datum van verschijnen | Datum van binnenkomst | Hoogste positie | Aantal weken | Opmerkingen                                                                |
| ------------------------------------------------------------- | --------------------- | --------------------- | --------------- | ------------ | -------------------------------------------------------------------------- |
| Get on the bus                                                | 1999                  | 20-02-1999            | 15              | 7            | met Destiny's Child / Nr. 18 in de Single Top 100                          |
| Here we come                                                  | 1999                  | 27-02-1999            | 29              | 4            | met Missy Elliott en Magoo / Nr. 33 in de Single Top 100                   |
| Try again                                                     | 2000                  | 20-05-2000            | 3               | 14           | met Aaliyah / Nr. 3 in de Single Top 100 / Alarmschijf                     |
| We need a resolution                                          | 2001                  | 21-07-2001            | tip2            | -            | met Aaliyah / Nr. 37 in de Single Top 100                                  |
| Cop that sh#!                                                 | 2004                  | -                     |                 |              | met Magoo & Missy Elliott / Nr. 98 in de Single Top 100                    |
| Sexyback                                                      | 2006                  | 02-09-2006            | 5               | 12           | met Justin Timberlake / Nr. 7 in de Single Top 100                         |
| Promiscuous                                                   | 2006                  | 09-09-2006            | 9               | 13           | met Nelly Furtado / Nr. 13 in de Single Top 100 / Alarmschijf              |
| My love                                                       | 2006                  | 18-11-2006            | 12              | 7            | met Justin Timberlake & T.I. / Nr. 19 in de Single Top 100                 |
| Wait a minute                                                 | 2007                  | 03-02-2007            | 7               | 12           | met de Pussycat Dolls / Nr. 17 in de Single Top 100 / Alarmschijf          |
| Give it to me                                                 | 2007                  | 21-04-2007            | 7               | 11           | met Nelly Furtado & Justin Timberlake / Nr. 8 in de Single Top 100         |
| The way I are                                                 | 2007                  | 28-07-2007            | 3               | 18           | met Keri Hilson & D.O.E. / Nr. 4 in de Single Top 100                      |
| Ayo technology                                                | 2007                  | 15-09-2007            | 17              | 10           | met 50 Cent & Justin Timberlake / Nr. 19 in de Single Top 100              |
| Apologize                                                     | 2007                  | 20-10-2007            | 1(4wk)          | 21           | met OneRepublic / Nr. 2 in de Single Top 100 / Alarmschijf                 |
| Scream                                                        | 2008                  | 22-03-2008            | 13              | 9            | met Keri Hilson & Nicole Scherzinger / Nr. 16 in de Single Top 100         |
| 4 Minutes                                                     | 2008                  | 05-04-2008            | 1(2wk)          | 18           | met Madonna & Justin Timberlake / Nr. 1 in de Single Top 100 / Alarmschijf |
| Morning after dark                                            | 2009                  | 05-12-2009            | 21              | 9            | met Nelly Furtado & SoShy / Nr. 17 in de Single Top 100                    |
| If we ever meet again                                         | 2010                  | 27-02-2010            | 11              | 11           | met Katy Perry / Nr. 27 in de Single Top 100                               |
| Carry Out                                                     | 2010                  | 08-05-2010            | 19              | 7            | met Justin Timberlake / Nr. 37 in de Single Top 100                        |
| Amnesia                                                       | 2012                  | 11-02-2012            | 31              | 4            | met Ian Carey, Rosette & Brasco / Nr. 72 in de Single Top 100              |
| Unknown (to you) - Timbaland remix                            | 2017                  | 02-12-2017            | 29              | 11           | met Jacob Banks / Alarmschijf                                              |

| Single met hitnotering(en) in de Vlaamse Ultratop 50 | Datum van verschijnen | Datum van binnenkomst | Hoogste positie | Aantal weken | Opmerkingen                            |
| ---------------------------------------------------- | --------------------- | --------------------- | --------------- | ------------ | -------------------------------------- |
| Try again                                            | 2000                  | 10-06-2000            | 6               | 16           | met Aaliyah                            |
| We need a resolution                                 | 2001                  | 29-09-2001            | 47              | 3            | met Aaliyah                            |
| Cop that sh#!                                        | 2004                  | 10-01-2004            | tip9            | -            | met Magoo & Missy Elliott              |
| Sexyback                                             | 2006                  | 09-09-2006            | 3               | 18           | met Justin Timberlake                  |
| Promiscuous                                          | 2006                  | 16-09-2006            | 6               | 19           | met Nelly Furtado                      |
| My love                                              | 2006                  | 25-11-2006            | 16              | 17           | met Justin Timberlake en T.I.          |
| Wait a minute                                        | 2007                  | 17-03-2007            | 18              | 10           | met Pussycat Dolls                     |
| Give it to me                                        | 2007                  | 21-04-2007            | 4               | 24           | met Nelly Furtado & Justin Timberlake  |
| The way I are                                        | 2007                  | 07-07-2007            | 2               | 28           | met Keri Hilson & D.O.E.               |
| Ayo technology                                       | 2007                  | 22-09-2007            | 13              | 17           | met 50 Cent & Justin Timberlake        |
| Apologize                                            | 2007                  | 24-11-2007            | 2               | 23           | met OneRepublic / Goud                 |
| Scream                                               | 2008                  | 05-04-2008            | 15              | 12           | met Keri Hilson & Nicole Scherzinger   |
| 4 Minutes                                            | 2008                  | 19-04-2008            | 1(6wk)          | 19           | met Madonna & Justin Timberlake / Goud |
| Elevator                                             | 2008                  | 06-09-2008            | 47              | 2            | met Flo Rida                           |
| Return the favor                                     | 2009                  | 02-05-2009            | tip6            | -            | met Keri Hilson                        |
| Morning after dark                                   | 2009                  | 16-01-2010            | 23              | 10           | met Nelly Furtado & SoShy              |
| If we ever meet again                                | 2010                  | 24-04-2010            | 12              | 12           | met Katy Perry                         |
| Carry out                                            | 2010                  | 07-08-2010            | tip14           | -            | met Justin Timberlake                  |
| Get involved                                         | 2011                  | 19-02-2011            | 48              | 1            | met Ginuwine & Missy Elliott           |
| Pass at me                                           | 22-08-2011            | 08-10-2011            | tip8            | -            | met David Guetta & Pitbull             |
| Amnesia                                              | 2012                  | 07-04-2012            | tip59           | -            | met Ian Carey, Rosette & Brasco        |
| Hands in the air                                     | 2012                  | 11-08-2012            | tip34           | -            | met Ne-Yo                              |

### NPO Radio 2 Top 2000
| Nummer met noteringen in de NPO Radio 2 Top 2000 | '12  | '13  |
| ------------------------------------------------ | ---- | ---- |
| Apologize (met OneRepublic)                      | 1696 | 1394 |

1. ↑  Een vetgedrukt getal geeft de hoogste notering aan.
2. ↑  2012 was het eerste jaar met een notering voor dit nummer.
3. ↑  Deze tabel is bijgewerkt tot en met de laatste editie (2024).